# Cis quadridentatus
Cis quadridentatus är en skalbaggsart som först beskrevs av Dury 1917.  Cis quadridentatus ingår i släktet Cis och familjen trädsvampborrare. Inga underarter finns listade i Catalogue of Life.